# 성모 영보 성당
성모 영보 성당(히브리어: כנסיית הבשורה, 아랍어: كنيسة البشارة, 그리스어: Εκκλησία του Ευαγγελισμού της Θεοτόκου) 또는 성모 영보 성전은 이스라엘 북부 나사렛에 있는 로마 가톨릭교회의 성당이다.

## 역사
로마 가톨릭교회의 전승에 의하면, 성모 영보 성당이 세워진 장소는 성모 마리아가 대천사 가브리엘로부터 예수의 탄생을 예고 받은(성모 영보) 장소라고 전해진다. 하지만 그리스 정교회의 전승에서는 성모 마리아가 나사렛 지방의 우물에서 물을 길어 올릴 때 대천사의 수태 예고를 받았다고 전해지고 있으며, 그리스 정교회에서는 그 장소에 성모 희보 성당을 세웠다.
현재의 성당은 초기 비잔티움 제국 시대와 십자군 시대에 세워진 성당을 1969년에 2층으로 증축한 것이다. 성당 내부 아래에는 성모 영보 동굴이 있는데, 수많은 기독교 신자들은 이곳이 성모 마리아가 어린 시절을 보낸 집이 있던 장소라고 믿고 있다. 로마 가톨릭교회의 교회법에 따라 성모 영보 성당은 준대성전급(minor basilica)의 위치를 지니고 있다. 역사적으로 의미가 있을 뿐만 아니라 기독교, 특히 로마 가톨릭교회에 있어서 거룩한 순례지로 여겨지고 있는 이 성당은 해마다 수많은 가톨릭 신자와 성공회 신자, 동방 정교회 신자들이 찾아오고 있다.
최초의 성당은 약 4세기 중엽에 건축되었던 것으로 추정되는데, 성모 마리아가 살았던 동굴의 제대를 포함하고 있었다. 그러다가 예수 그리스도의 일대기 중에서 중요한 사건들을 기념하는 성당으로서 콘스탄티누스 대제가 모후인 성녀 헬레나의 요청을 받아 보다 크게 성당을 증축하였다. 이때 예수의 탄생을 기리는 예수 탄생 기념 성당과 예수의 시신이 묻혔던 주님의 무덤 성당도 함께 건축되었다. 당시 성당 건물은 서기 570년 무렵까지 보존되었던 것으로 전해지지만, 7세기에 이슬람교도들이 팔레스타인을 정복하면서 파괴되었다.

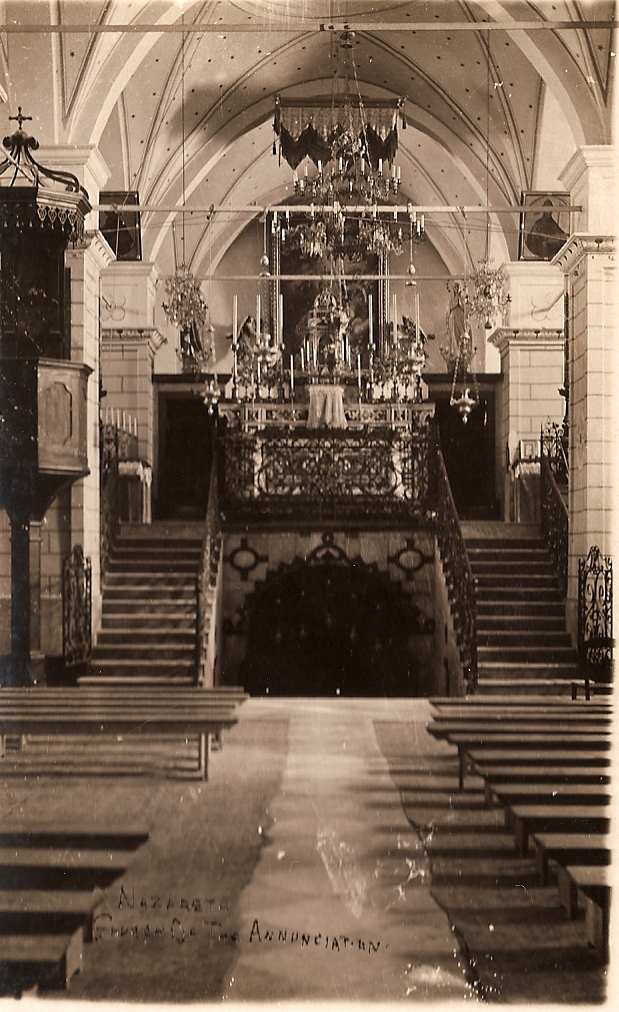
성모 영보 성당 내부 (1925년경 사진)

1102년 십자군 전쟁 당시 탕크레드가 나사렛을 탈환한 후에 폐허가 된 비잔티움 시대의 성당 위에 새 성당이 들어섰다. 십자군 시대에 지은 성당은 완전히 건축을 마치지 못했다. 프랑스 북부에서 온 예술가에 의해 로마네스크 양식으로 다섯 개의 기둥이 만들고 있었는데, 히틴 전투에서 살라딘이 승리했다는 소식이 성당이 있는 지역에까지 도달한 1187년까지도 완성되지 못하다가 1909년 유적 발굴 조사 때 발견되었다. 살라딘은 프란치스코회 수도사제들에게 나사렛에 남아 성당을 계속 관리해도 좋다는 허락을 해주었다.
1260년 바이바르스와 그가 이끈 맘루크 군사들이 나사렛을 침공하여 성당을 파괴하였다. 소수의 프란치스코회 수도사제들은 1291년 봄 아크레 함락 전까지 나사렛에 머물며 성당을 계속 관리하였다. 그리고 이후 3세기 동안 이 지역의 정치적 상황은 수시로 바뀌었으며, 프란치스코회원들의 처지도 위태로웠다. 이 시기 프란치스코회원들은 1363년 자신들이 강제로 추방당한 사실과 1463년 복귀한 것 그리고 1542년 회원들 가운데 일부가 학살당한 사실을 글로 남겨놓았다. 프란치스코회의 지원을 받은 이 지역의 기독교 가족들 역시 마찬가지로 이 기간 동안 성당을 관리하는 것을 도와주었다.
1620년 에미르 파크르 아딘은 프란치스코회원들이 귀환하는 것을 허락하였으며, 이에 따라 돌아온 프란치스코회원들은 성모 마리아의 집이 있었던 장소로 여겨지는 거룩한 동굴을 둘러싼 작은 건물을 지었다. 1730년 다헬 엘 오말은 새로 성당을 지어도 좋다는 허락을 했으며, 새로 지어진 성당은 곧 나사렛 지역 유럽인 공동체의 중요한 장소가 되었다. 성당은 1877년에 확장되었다가 1954년 바실리카 양식으로 신축하기 위해 완전히 철거되었다. 새로 지어진 바실리카 양식의 성당은 1969년에 완공되었다. 새 성당의 설계는 이탈리아의 건축가 조반니 무치오가 했으며, 공사는 이스라엘의 건축회사 소렐 보네가 맡았다. 현재는 프란치스코회의 관리 아래 라틴 성당으로 사용 중이다. 중동에서 가장 큰 기독교 성역으로서 1964년에는 교황 바오로 6세에 의해 봉헌되었다.

## 사진

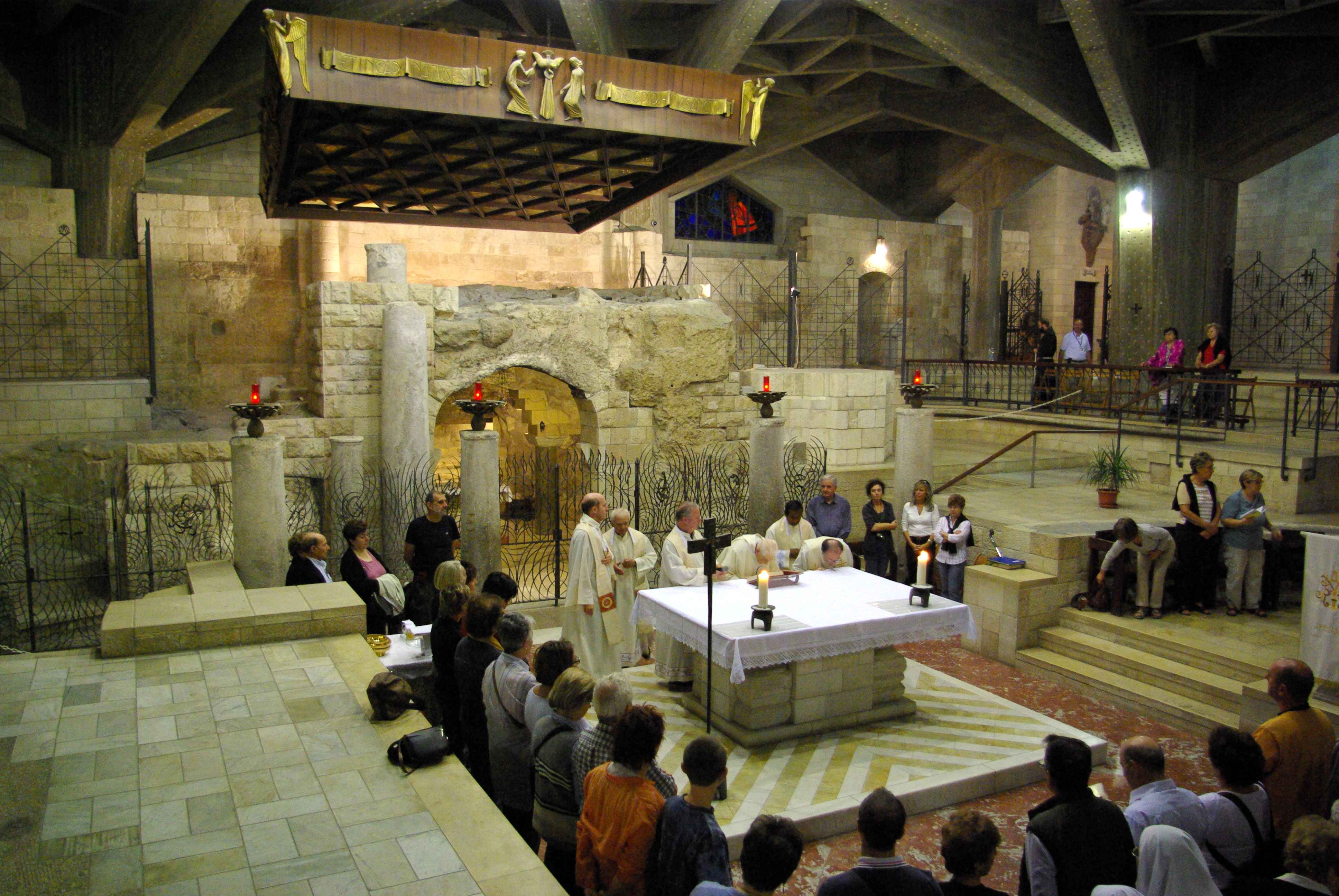
성모 영보 동굴에서 봉헌되는 미사.
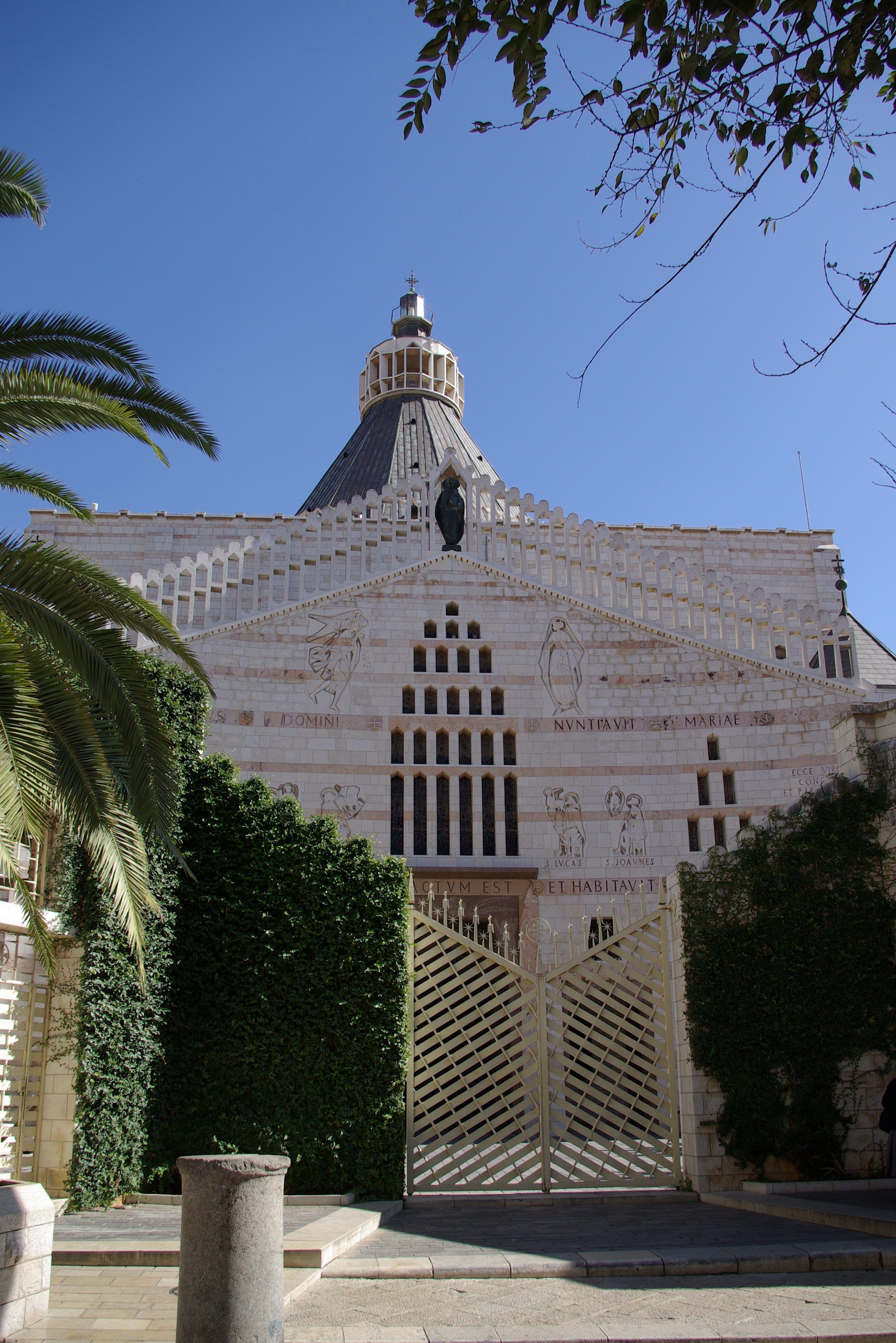
성모 영보 성당의 정면.
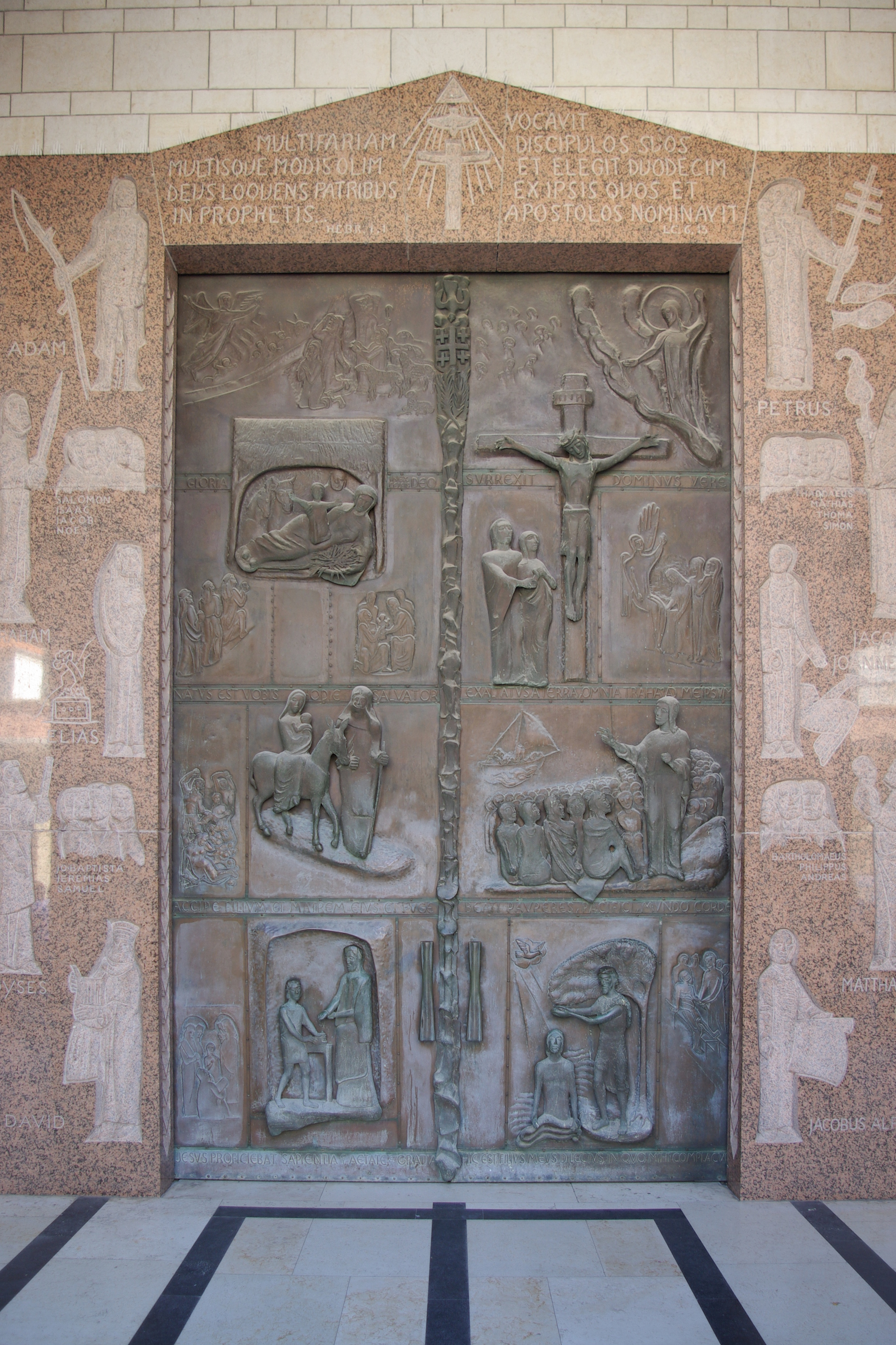
예수의 주요 일대기를 묘사한 성당의 정문.

## 같이 보기
- 산타 카사 성당